# Самусь, Самойло Иванович
Самойло Иванович Самусь (укр. Самійло Іванович Самусь; ? — ок. 1713) — казацкий военный деятель на Правобережной Украине, полковник Винницкий и Богуславский (1688—1713), наказной гетман Правобережной Украины.
С. И. Самусь сыграл крупную роль в восстановлении казачества на Правобережной Украине в 1680-х годах.

## Биография
Родился на Переяславщине в середине 1650-х годов. Ещё в 1703 году здесь проживали его родные, в том числе и родной брат. Возможно он происходил из Винницкой земли, учитывая то, что в течение определённого времени возглавлял знаменитый Винницкий (Кальницкий) полк как административную и военную единицу. Возможно, что на Правобережную Украину запорожец Самусь пришел летом 1684 года вместе с С. Палием когда тот (после участия в венских событиях, вернулся на Правобережье, пополнив свои отряды опытными запорожцами), откликнувшись на его приглашение.
Массовый переход казачества на обезлюденный в результате многолетних войн «правый берег» Днепра был вызван призывными универсалами польского короля Яна III Собеского, который собирал казаков вокруг идеи борьбы с Османской империей и Крымским ханством. В феврале 1685 года сейм Речи Посполитой утвердил специальную конституцию-постановление о возвращении украинскому казачеству «их исконных вольностей, свобод и привилегий» и разрешение занимать опустошенные земли Правобережья. Одним из таких писем и воспользовался Самусь, который отважился возродить из пепла Винницкий (Кальницкий) полк, правобережной части некогда единого Украинского гетманата. Через три года, в 1688 году, волынская шляхта уже отмечала на своём сейме, что «… казаков Невыносимая Счет в Киевского и Брацлавского воеводств». А в 1692 году польские чиновники жаловались, что Самусев полк «густо заселен», а следовательно, там могут прибегнуть к «противлению».

## Винницкий полк
Целенаправленные усилия Самуся привели к тому, что в 1689 году казацкий полк под его руководством (предполагается, что сначала он возглавлял Винницкий, а уже потом Богуславский полк) насчитывал около тысячи человек, из которых 164 казака входило в реестр украинского войска, которое подчинялось Речи Посполитой. Старшина полка состояла из есаула, писаря, хорунжего и обозного, а также трёх сотен, сотенных есаулов и хорунжих. В октябре того же года 93 казака во главе с Самусем принимали участие в одном из многочисленных военных походов польской армии во главе с коронным гетманом С. Яблоновским.
Полк Самуся в течение 1686—1699 годов принимал участие в большинстве военных операций армии Речи Посполитой против Османской империи и зависимого от неё Крымского ханства. Так, именно благодаря Самусевским казакам королевский комиссар С. Дружкевич в сентябре 1691 года овладел прочно укреплённой турецкой крепостью Сороки. В 1692 году 700 конников и в 1693 году 400 пехотинцев во главе с Самусем опять помогали полякам удержать этот важный оборонительный пункт на территории Молдавского княжества. В 1691 году казаки Самуся самостоятельно ходили на Белгород, взяли в «турок телег 50 и самих турок немало». А в 1694 году Самусь с казаками «под Сорокой остается, ходил на села гетмана ханского — Стецика — и разрушив их, тем большую пользу принес» — сообщал польскому королю его секретарь Д. Вильчек. В июне 1695 года правобережные полки во главе с Самусем совершили поход на Дубоссары, во время которого разрушили турецкую крепость и захватили значительные трофеи.

## Наказной гетман
Надежность и безотказность полковника Самуся по военным делам побуждает Яна III Собеского назначить его гетманом Войска Запорожского на Правобережной Украины. Это произошло в начале 1693 года, так как 27 февраля он возвращался со встречи с королём, на которой, скорее всего, и был утверждён наказным гетманом.
Тактика на сотрудничество с правительством Речи Посполитой против турок и татар обеспечивает относительную оборону населения Правобережья от их наездов, а также позволяет Самусю значительно пополнять полковую казну. Ведь почти каждый боевой выезд казаков оплачивался польскими властями. Об этом свидетельствует «Дневник военных расходов С. Яблоновского в 1693—1696», найденный в одном из архивохранилищ Польши.
Кроме того, казаки Самусевского полка получали деньги за привезённых пленных татар и турок, за победу над татарскими отрядами и за сведения военного характера и доставку писем. Всего в 1693 году коронный гетман заплатил казакам Богуславского полка 5372 талера. В январе того же года С. Яблоновский приказывал Самусем, чтобы тот переманивал к себе казаков Палия с целью ослабить «своевольный» полк. Однако Самусь не спешил с выполнением этого приказа, хотя в марте следующего года был вынужден принять участие в походе региментаря Б. Вильги против фастовского полковника.
Записи дневника за 1694 год свидетельствуют, что уже «5 января Григорий, сотник Самуся, недели две назад привел языка с двумя казаками». За это они получили 189 талеров. 4 марта «брат Самуся» получил для своего родственника 1209 талеров. 21 марта от Самуся по сведениям Яблоновского приехал полковой судья. Он находился в резиденции коронного гетмана с 25 апреля до 28 мая, получая ежедневно 5 талеров. 8 апреля Самусь получил «китайки на хоругви», которые оценивались в 94 талера. 1 ноября «казаки Самуся гетмана … приехали для совершения реляций из Буджака» и получили 201 талер. 8 ноября казаки Самуся привели языка, за что взяли 166 талеров.
Кроме того, в апреле 1695 года сенатская комиссия Речи Посполитой приняла решение выплатить правобережному Войску Запорожскому 27858 злотых. Это было осуществлено 10 октября того же года. Позже наказному гетману Самусю лично выдали денег и сукна на сумму 1 000 злотых, его полковнику — 300, полковому есаулу — 40, хорунжему, писарю, судье и пяти сотням — по 30, четырем сотенным хорунжим — по 15, обозному — 30, двум трубачам и двум пушкарям — по 15 злотых. Всего на 479 казаков было выдано 5748 злотых. Вместе с оценкой изданного «сукна», «атласа», «паклаку» на казацкую одежду общая сумма полученных полками Самуся денег составляла 9041 злотых.
Вероятно, что в 1695 году был составлен ещё один реестр казацкого войска общей численностью 2000 человек, где конный полк «Самуся гетмана наказного» насчитывал 600 казаков. При этом составленные в конце 1680-х — середине 1690-х годов реестры не охватывали всей массы казачества правобережной Украины. Так, если, например, согласно спискам 1694—1695 годов, в полк гетмана Самуся входило от 500 до 600 казаков, то в действительности его полк состоял из двух тысяч, а то и более человек. Одним из подтверждений этому была секретная информация, объявленная сенатской комиссии в апреле 1695 года.
В течение 1693—1696 годов, почти каждый год, гетман Самусь высылает казацкие делегации к польскому королю, а иногда (в 1693 и 1694 годах) лично встречается с Яном III Собеским. Во время этих встреч обсуждались различные проблемы функционирования казацких институтов на Правобережной Украины — представители гетманской администрации требовали от польских властей восстановления традиционных «прав и привилегий».

## Казацко-шляхетский конфликт
Самуся постоянно тревожила мысль о восстановлении гетманской власти на Брацлавщине и организация там казацкого устройства. В 1696 году он предпринял очередную попытку утвердиться в этом регионе Украины, разгромив имения винницкого старосты К. Лещинского в окрестностях Винницы. За год до этого Самусь пытался утвердиться в Немирове и Шаргороде. 20 февраля 1696 года С. Яблоновский издал универсал к гетману Самусю, чтобы тот вывел из имений луцкого епископа Жабокрицкого своих казаков и запретил им в будущем занимать эти земли.
Казацко-шляхетское противостояние на Правобережной Украины закончилось тем, что польский сейм в 1697 году отменил постановление относительно казачества 1686 года, запрещавшее ему размещаться в земских угодьях. Так Самусь начал постепенно втягиваться в конфликт с местной польской властью, который начался ещё в 1688 году и с тех пор олицетворялся с украинской стороны, главным образом, полковником С. Палием. Но пока существовала реальная турецко-татарская угроза овладения Правобережьем, верховная власть Речи Посполитой в лице короля закрывала глаза на претензии казацких гетманов и полковников по установлению своей власти на Украине. Тем более, что одновременно с «противлением» правобережные казаки продолжали уничтожать татарские отряды как на собственной территории, так и на вражеских землях.
17 октября 1696 года Самусь сообщал С. Палию о походе в Польшу сорокатысячной орды во главе с крымским султаном и предлагал напасть на них в пути. Перед этим, в июле, гетман сообщил своим полковникам о смерти многолетнего патрона правобережного Войска Запорожского — польского короля Яна III Собеского. В связи с чем, казачество начало волноваться, так как именно благодаря этому королю оно было восстановлено на землях Правобережной Украины.
В течение долгого времени польская шляхта не могла выбрать нового короля, а потому Самусь открыто начал общаться с гетманом Левобережной Украины И. Мазепой. Он неоднократно обращался к нему с письмами, которые содержали разноплановые сведения военно-политического характера. Ранее статус наказного гетмана от имени короля не позволял Самусю переписываться с левобережным гетманом и он договорился с С. Палием, чтобы тот передавал его сообщения фастовскому полковнику Мазепы. Таким образом последний знал о том, что происходит не только на Правобережье, но и в Польше.
После того как польский сейм наконец смог избрать на королевский трон саксонского курфюрста Августа II, полковники правобережного Войска Запорожского во главе с Самусем сразу же заверили его в своей верности как «светлейшего Антесесора». Гетман отправил в Варшаву посольство, которое должно было решить различные вопросы функционирования казачества в пределах украинских воеводств Речи Посполитой.
Существовали противоречия между королевской властью и польским сеймом. Решения и приказы короля не спешили выполнять в отдалённых украинских воеводствах. Шляхта Брацлавщины жаловалась на то, что Самусь вместе со своими казаками забирает в их имениях прибыль и просила центральную власть очистить их воеводство от «ребелиянтив». Чувствуя натиск местной шляхты и войск региментаря Б. Вильги, Самусь сообщал 21 января 1699 года из Винницы Мазепе: «Прошу, чтобы мне можно было с этого рубежа в те стороны в Днепр приближались … ведь господа поляки хотят меня выгнать». Вскоре так оно и случилось. Июньский сейм 1699 года принял постановление об уничтожении «казацкой милиции» на Правобережной Украины. Выполняя решения сейма, на украинские земли отправилось коронное войско, которое быстро овладело Немировым и Брацлавом (где размещалась полковая канцелярия А. Абазина), а также резиденцией Самуся — Винницей. Туда вошли 5 гусарских хоругвей и 2 пехотных полка армии Речи Посполитой. Поэтому часть винницкого казацкого полка была вынуждена передислоцироваться на Киевщину, в район Богуслава. Здесь Самусь основал Богуславский полк.
Ещё перед вступлением польских хоругвей на Украину Самусь, как наказной гетман, организовал посольство в Варшаву, которое должно было договариваться о «спокойном пребывании» казачества в «своей оседлости». Однако казацкие послы во главе с полковником С. Искрой не были приняты королём — их требования выслушал совет сената. В разговоре сенаторы лишь повторили содержание предыдущего запретного постановления и подчеркнули, что старшине запрещается набирать к себе новых казаков.
«Таким образом Речь Посполитая платила казакам за участие в её обороне» — оценивал поведение коронной власти в 1699 году польский историк Ю. Янчак. Нежелание политиков Речи Посполитой признать хотя бы минимальные политические права по украинским казачеством снова толкало последних к борьбе против польских властных структур. И хотя в следующем году полк украинский конницы с Правобережья вновь выступил на стороне армии Августа II во время осады ею Риги, решения сейма 1699 года вскоре привели к тому, что правобережное Войско Запорожское, возглавляемое наказным гетманом Самусем, отбросило политику декламаций и компромиссов и повернуло сабли и мушкеты против своих недавних покровителей.

## Вторая Хмельнитчина
Весной 1702 года в Фастове состоялась казацкая рада, куда традиционно были приглашены представители других сословий украинского общества — от православной шляхты (среди них одну из главных ролей играл Д. Братковский), мещан (наряду с другими их представлял Межигорский староста Ю. Косовский), низшего духовенства (Клеванский священник из Волыни Иван). От казацкой старшины на совете выступили наказной гетман Самусь, полковники С. Палий, З. Искра и А. Абазин. Были решены следующие вопросы:
1. не заступаться за Правобережье без борьбы и проводить агитацию среди местного населения, чтобы собирать силы для антипольского восстания,
2. захватить сильную польскую крепость Белая Церковь,
3. в ходе восстания заявить об объединении с Левобережной Украиной и провести объединительный казацкий совет.

Непосредственным толчком к вооружённому выступлению стало то, что великий коронный обозный (не без разрешения короля) прислал в Богуслав своего представителя и приказал «отобрать у Самуся военные клейноды, которые после Могилы ему в уход вручены, как то: булаву, бунчук, печать и пять пушек». Это было воспринято как неуважение казаков и их гетмана, который отказался отдавать свои атрибуты власти полякам. Не стерпев обиды, Самусь, как свидетельствует источник, «… тех присланных поляка и жидов до смерти избил, а затем в Корсунь: губернатора тамошнего и драгунию сколько было и евреев всех смерти отдал же, также и в Лысянке то сделал». Свои жестокие действия по отношению к местной польской шляхте и верхушке еврейского населения Самусь объяснял тем, что от местного украинского народа постоянно «слышал отчаяние», а потому должен бороться за их права, которые в течение многих десятилетий ущемлялись политической и торгово-экономической властью восточных воеводств Речи Посполитой.
Смысл и намерение восставшего казачества (к которым присоединилась и часть патриотически настроенной православной шляхты и мелкого духовенства) были изложены гетманом Самусем в документе под названием «Манифест к белоцерковской общины» и ряде писем к гетману И. Мазепы, представителям левобережной старшины и правобережного казачества. Так, например, в письме Самуся Ивановича, «Гетмана Украинского» (именно так он был подписан) к казацкой старшине Подолья от 7 сентября 1702 отмечалось: «… Царю Московскому и господину Гетману Мазепе целой душой поклялся … служить верно на службе монаршей и региментарской за весь народ православный украинский, чтобы с тех пор ляхи с отчизны нашей украинской отошли и уже больше на Украине не распоряжались». Заявление о подданстве Петру I и Мазепе свидетельствовало о желании совместить право- и левобережную части Украинского гетманата. Однако ни русский царь, ни его наместник Мазепа не спешили признавать протекторат над правобережным казачеством, учитывая заключенный в 1686 «Вечный мир» между Польшей и Россией. В течение августа-сентября Самусь неоднократно писал и отправлял своих представителей к левобережному гетману, прося помощи, но тот отвечал, что без приказа российского монарха не может этого сделать. Мазепа хотя и хотел объединить Украину, но в то же время надеялся это сделать другим путём — с помощью международных договоренностей Петра I и Августа II Сильного.
Понимая, что левобережное правительство колеблется в отношении поддержки восстания, гетман Самусь собрал пятитысячное войско и решил самостоятельно атаковать Белую Церковь, 4 сентября был у её стен. 12 сентября состоялся первый штурм, который завершился неудачно, учитывая нехватку у казаков боеприпасов, вооружения и специальной техники. Однако это не очень огорчило Самуся, который решил добиться своего замысла мирным путём. Он обращается к белоцерковским мещанам с призывом поддержать повстанцев и перейти на их сторону. Он решил больше не атаковать город, тем самым давая его мещанам и польскому гарнизону определенное время на размышления. Оставив несколько тысяч казаков у стен Белой Церкви, Самусь вместе с основными силами отправился в направлении Винниччины для сообщения с брацлавским полковником А. Абазином (который перед тем отвоевал Брацлав) и освобождение от польского присутствия подольских городов.
14 октября Самусь обратился к великому коронному гетману Е. Любомирскому с письмом, в котором говорил, что «вольностей согласно права нашего не имеем на Украине», а уже 26 октября повстанцы разгромили коронные войска и части ополчения Я. Потоцкого и Д. Рушиця под Бердичевом. В течение октября-ноября казацкие подразделения Самуся, А. Абазина, С. Палия, М. Омельченко, С. Искры овладели такими городами, как Винница, Немиров, Котельная, Бердичев, Быхов, Бар, Дунаевцы, Шаргород, Буша, Рашков, Калуш и другими. Бывшая столица правобережных «ханских» гетманов — городок Немиров был атакован с двух сторон: Самусевские казаки штурмовали с севера, а Абазинские — с юга. Местные защитники отбивались три дня. На четвертый день казаков поддержали горожане, которые начали борьбу с поляками в самом городе. Таким образом был захвачен Немиров, откуда Самусь вывез 12 пушек. Учитывая предыдущие достижения, казацкая власть охватила в течение небольшого промежутка времени большую часть Правобережья — Киевщину, Восточное Подолье и даже отдельные районы Западной Волыни и Галичины.
Такое стремительное развитие событий обеспокоило польского короля и заставил его выдать универсал Самусю и «всему казацкому войску» с приказом не «узурпировать» Украину, перестать бунтовать и разойтись по домам. Кроме того король предлагал направить украинскую воинственность против общего врага — шведов, которые во главе с Карлом XII Густавом вошли в Польшу. Также Август II Сильный обещал правобережному казачеству, что назначит специальных комиссаров, которые бы изучили причиненные им «обиды». Но Самусь уже не доверял своему бывшему патрону, который перед тем приказал отобрать у него гетманские клейноды.

## Петр Великий и Самусь
Русский царь Пётр I в декабре 1702 года обращается с письмом лично к Самусю (которого называет «Самусь Иванов») и С. Палию и предлагает им освободить завоёванные правобережные города в пользу поляков, при этом ничего не упоминая о возможности своей протекции над Правобережной Украиной. В начале следующего года в письме к Августу II Сильному царь писал: «Также что и не принадлежало было нам, Великому Государю, к ним, Самуся и Палия [писать], так как они подвержены Вашей Королевского Величества и Речи Посполитой, о том наши, Великого Государя грамоты послали, чтобы они от этого злого желания перестали». Надежды Самуся на поддержку российского монарха и вовлечение Москвы в украинско-польский конфликт не оправдались.
Хотя вера повстанцев и их руководства в «доброго православного царя» ослабевала, они не собирались отступать от своих замыслов. Осада Белой Церкви, которая длилась со 2 сентября, завершилась капитуляцией польского гарнизона перед десятитысячным казацким войском 10 ноября. В руки гетмана Самуся и его сторонников попали большие трофеи: 28 орудий, 11 бочек пороха, 2 бочки серы, 6 тыс. крупных и 10 тыс. малых ядер, несколько гранат, свинец, различное военное оружие, амуниция, припасы и т. д. В тот же день Самусь отослал письмо И. Мазепе с сообщением о взятии польской крепости «Украинским оружием» и предложил последнему направить в Белую Церковь «какого знатного надежного человека» на пост коменданта и «людей с сотню-другую, которые находились бы в городе на правах залоги». Также левобережный гетман 20 ноября обратился за разрешением к Петру I, но не получил никакого ответа.
Взятие Белой Церкви казацкими войсками стало кульминацией в развертывании восстания на Правобережной Украине. Уже в начале следующего, 1703 года, 15-тысячная коронная армия во главе с польским гетманом А. Синявским отвоевала у Самуся Бар, Хмельник, Немиров и начала подготовку к штурму Белой Церкви. Правобережный гетман снова обратился за военной помощью к Мазепе, но не получил её в полном объёме — левобережный гетман прислал лишь незначительное количество боеприпасов и денег.
Собрав разрозненные отряды, Самусь решил дать бой польским хоругвям под Староконстантиновым. Но более многочисленные силы противника под руководством И. Потоцкого и Я. Вишневецкого разгромили повстанцев, которые потеряли убитыми и ранеными около полутора тысяч человек. В январе-феврале 1703 года казацкий строй на подольских землях был полностью разгромлен. Самусь вместе с уцелевшими подразделениями отошёл в Белую Церковь, где вместе с С. Палием решил бороться до последнего. «Старшины мятежников в большей части казнены, только Самуся не можем достать», — сообщали в апреле того же года польские военачальники. В это время гетман и правобережные полковники укрепляли Белую Церковь, Богуслав, Фастов и Корсунь.
Понимая, что в этих старинных казацких городах повстанцев будет победить труднее, властные структуры Речи Посполитой вновь прибегли к дипломатическим мерам. Ещё 12 января Август II Сильный обратился к Петру I с просьбой запретить левобережным казакам переходить на Правобережье для помощи Самусю, а также наказывать тех, кто уже принял участие в восстании. Русский царь сразу же отреагиовал на это обращение короля и 25 февраля отослал к правобережному казацкому старшине письмо, в котором, в частности, говорилось: «… а тебе, конному охотнику полковнику Палию и конному охотнику полковнику Самусь Иванову, если бы и обида со стороны Его Королевского Величества от кого была, и о том пришлось бить челом Его Королевскому Величеству, и те бы все противности успокоенные были хорошим охороненням успокоением всенародным…, а от начатого своего противного на сторону Королевского Величества намерения перестали».
Кроме того, между Польшей и Россией начался переговорный процесс, целью которого было заключение военно-политического союза. Наряду с восстанием на Правобережной Украине, причиной начала этих переговоров стало вторжение в Речь Посполитую шведских войск Карла XII Густава, который имел далеко идущие планы относительно утверждения своего влияния в этом регионе Европы. 30 августа 1704 года польские и российские дипломаты заключили так называемый Нарвский трактат, согласно которому «Украинское замешательство» и «узурпация» власти казацкой старшиной должны быть подавлены совместными усилиями обеих сторон, а царь получает право ввести свои войска на Правобережье.

## Объединение Украины
Незадолго до этого, 1 января 1704 года, Самусь совместно с 15 старшинами отправился на Левобережье для встречи с И. Мазепой. Целью этого «посольства» была передача Самусем левобережному региментарию своих регалий, а следовательно, таким действием было бы признание единого гетмана с «обеих сторон Днепра». Также полковники хотели просить Мазепу о гетманских универсалах для их полков на Правобережье. Сначала Самусь побывал в Переяславе, где встретился с местным полковником И. Мировичем. Затем он двинулся по направлению Батурина и на некоторое время остановился в Нежине. Именно здесь его застал присланный Мазепой с есаулом приказ гетмана оставить привезённые регалии в Нежине или забрать их назад. Левобережный гетман отказался их взять ввиду того, что они были предоставлены польским королём и их принятие означало бы нарушение условий российско-польского «Вечного мира». Таким образом, Самусю ничего не оставалось, как вернуться на Правобережье.
Но вскоре проблема объединения Украины под единой гетманской властью решилась совсем другим путём. В связи со шведской угрозой, Август II Сильный пригласил Петра предоставить ему посильную военную помощь. Российский монарх, в свою очередь, приказал правителю левобережного Украинского гетманата отправиться на Правобережную Украину для объединения с польскими войсками. В мае 1704 года сбылась давняя мечта И. Мазепы и Самуся об объединении «обеих сторон Днепра» — левобережные казацкие полки вступили на Правобережье. Уже в 20-х числах мая Самусь вместе с С. Палием и З. Искрой присоединился к подразделениям Мазепы. 15 июня в лагере близ Паволочи Самусь передал теперь уже «обобичному» гетману свои регалии — булаву, бунчук и королевский универсал на гетманство. Это событие описал в своей летописи гадяцкий полковник Грабянка.
Мазепа оставил Самуся в должности полковника Богуславского полка, а также приказал ему выделить две сотни опытных казаков, которые бы вошли в состав гарнизона Белоцерковской крепости. В июне 1705 года началась новая боевая операция левобережного казацкого войска. По приказу Петра I 40-тысячная армия под руководством И. Мазепы двинулась в направлении Львова. В этом походе принимали участие и богуславские казаки во главе с Самусем. Достигнув границ Белзкого воеводства, гетманское правительство тем самым распространило свою власть на всю территорию Правобережной Украины. И хотя польские чиновники выступали против этого, до конца июля 1708 года под защитой И. Мазепы правили местные казацкие старшины. К существующим Корсунскому, Белоцерковскому, Богуславскомк и Брацлавскому полкам присоединились возрождённые Уманский, Чигиринский и Могилевский полки.
Полковник Самусь продолжал борьбу со шляхтой, а потому поляки неоднократно требовали передачи им той территории Украины, которая, согласно договору 1686 года, отошла к Речи Посполитой. Обращаясь к Петру I, они в феврале и июле 1707 года предлагали ему арестовать Самуся, как это было сделано ранее с С. Палием. И хотя тогда российское правительство не прислушивалось к советам своих союзников, Пётр I всё же пошел на этот шаг, но несколько позже и уже в совсем других политических обстоятельствах. Зато Самусь оставался во главе своего полка и в течение 1708 — первой половины 1711 годов защищал «права и привилегии» населения Богуславщины.
Информация об этом периоде его жизни и деятельности отрывочна. Известно, что он поддержал поход на Правобережье преемника Мазепы гетмана Ф. Орлика и распространял среди украинского населения его «призывные» универсалы. В марте 1711 года, сразу же после перехода казацкими войсками Орлика Днестра, полковник Самусь отсылает к Орлику своих представителей, а впоследствии присоединяется к нему со всем составом своего полка под Белой Церковью.  По другим данным, он осудил выступление Мазепы (Большая Советская энциклопедия. Том 22.-М., 1975).
Неудачные штурмы некогда завоёванной Самусем правобережной крепости, которая теперь снова оказалась в руках поляков, вызвали отход Ф. Орлика в Бендеры. Полковник Самусь не захотел покидать Украину и в апреле 1711 года оборонял Богуслав от более многочисленных сил командующего российскими войсками Д. М. Голицына, который действовал на Правобережье совместно с подразделениями польского гетмана А. Синявского. Во время длительного боя россияне смогли окружить казачьи полки и пленить Самуся с сыном, а также почти всю старшину Богуславского и Корсунского полков.

## Погребенье в Межигорском монастыре
Правобережный гетман Самусь повторил судьбу своего соратника С. Палия — был арестован и выслан по приказу российского правительства в Сибирь, но, видимо, через несколько лет отпущен на Украину.
Последние данные о Самусе датируются 1713 годом. В 1713 году он завещал Свято-Межигорскому монастырю, что под Киевом, свою «мельницу в Богуславе, что ниже нового моста», а также лес, сады и собственную землю. Самусь, как и многие другие тогдашние руководители Украинского гетманата, отмечался большим меценатством и опекой в отношении церкви. В начале XVII века на свои средства он основал на берегу р. Рось Богуславский монастырь, неоднократно дарил ценные вещи и деньги для многих киевских храмов. Похоронить себя он завещал в Межгорье, для чего дал на нужды местного монастыря 300 червонцев «за свои похороны и поминовения». Когда умер многолетний полковник Войска Запорожского и гетман правобережного казачества — Самусь Самойло Иванович — доподлинно неизвестно. Он был похоронен в Свято-Межигорском монастыре.

## Память
- Память о славном запорожском казаке Самусе, который был сначала полковником Винницкого (1685—1699), а затем Богуславского (1699—1711) полков, исполнял обязанности наказного гетмана от имени короля (1693—1702), держал булаву Гетмана Украинского (1702—1704) и руководил второй Хмельнитчиной — жила среди украинского народа еще много веков после его смерти.
- В конце XVIII века на Полтавщине существовало село Самусивка, где проживал правнук гетмана, значковой товарищ Иван Яковлевич Самусь. Он был сыном внука Самуся, Якова Степановича, который долгое время был одним из казаков сотни Лубенского полка.
- В начале XX века одна из дорог в Киевской губернии носила название «Путь Самуся». Этот исторический путь тянулся от местечка Обухова через сёла Тростянка и Яцкы и исчезал в степях возле Ксаверовки. «Старая дорога пользуется большим уважением у людей», — записал в своих заметках известный краевед Е. Руликовский. В человеческой памяти остались определённые ассоциации с этим путём — местные жители говорили, что он служил границей от Польши.